# توم فلايشمان
توم فلايشمان (بالإنجليزية: Tom Fleischman)‏ هو مهندس الصوت أمريكي، ولد في 15 سبتمبر 1951 في مانهاتن في الولايات المتحدة.

## وصلات خارجية
- توم فلايشمان على موقع IMDb (الإنجليزية)
- توم فلايشمان على موقع قاعدة بيانات الفيلم (الإنجليزية)
- توم فلايشمان على موقع كينوبويسك (الروسية)